# 19400 Emileclaus
19400 Emileclaus este un asteroid din centura principală de asteroizi.

## Descriere
19400 Emileclaus este un asteroid din centura principală de asteroizi. A fost descoperit pe 1 martie 1998 la Observatorul La Silla de Eric Walter Elst. Asteroidul prezintă o orbită caracterizată de o semiaxă mare de 2,37 ua, o excentricitate de 0,20 și o înclinație de 2,9° în raport cu ecliptica.